# Jean-Marie Léon Dufour
Jean-Marie Léon Dufour, född 10 april 1780 i Saint-Sever, departementet Landes, död där 18 april 1865, var en fransk zoolog.
Dufour studerade 1799–1806 medicin i Paris, där han blev medicine doktor och var därefter verksam som läkare i sin födelseort. Han gjorde sig främst känd genom många skrifter, behandlande insekternas och spindeldjurens anatomi. Han invaldes som utländsk ledamot av svenska Vetenskapsakademien 1854.